# Liste der Kulturdenkmäler in Alflen
In der Liste der Kulturdenkmäler in Alflen sind alle Kulturdenkmäler der rheinland-pfälzischen Ortsgemeinde Alflen aufgeführt. Grundlage ist die Denkmalliste des Landes Rheinland-Pfalz (Stand: 21. September 2023).

## Einzeldenkmäler
| Bezeichnung                                | Lage                          | Baujahr         | Beschreibung | Bild                           |
| ------------------------------------------ | ----------------------------- | --------------- | --- | ------------------------------ |
| Kriegergedächtniskapelle                   | Kapellenstraße Lage           | 16. Jahrhundert | kleiner Saalbau mit Nischenrelief, angeblich im Kern aus dem 16. Jahrhundert, 1921 als Kriegergedächtniskapelle neu errichtet                        | weitere Bilder Fotos hochladen |
| Relief                                     | Kreuzweg, an der Kapelle Lage | 1766            | Kreuzigungsrelief, bezeichnet 1766 | BW                             |
| Katholische Pfarrkirche St. Johann Baptist | Pfarrweg Lage                 | nach 1716       | im Unterbau romanischer Westturm, Obergeschosse und Schiff nach 1716, spätgotischer Chor und Sakristei nach 1716 erneuert; Gesamtanlage mit Friedhof | weitere Bilder Fotos hochladen |